# 47 a.C.
Il 47 a.C. (XLVII a.C. in numeri romani) è un anno  del I secolo a.C.

## Eventi
- Quinto Fufio Caleno viene eletto console con Publio Vatinio grazie all'influenza di Cesare
- 27 marzo: battaglia del Nilo, in cui Gaio Giulio Cesare sconfigge l'esercito di Tolomeo XIII, che muore annegato nel fiume. Cleopatra, rimasta unica sovrana d'Egitto, nomina co-reggente il fratello più giovane Tolomeo XIV
- Si pensa che il De bello civili sia stato composto nella seconda metà del 47 a.C. e nel 46 a.C.
- agosto: La Legio VI Ferrata, conosciuta anche come Legio VI Ferrata Fidelis, è reclutata da Cesare: originaria dei territori della Gallia Cisalpina e nei territori Gallici della Venetia et Histria, ha un ruolo di primo piano nella battaglia di Zela, odierna Zile in Turchia, combattuta il 2 agosto contro Farnace II, figlio di Mitridate re del Ponto, che aveva occupato l'Armenia e manifestato altre mire espansionistiche.
- Il Ponto viene sottomesso definitivamente a Roma con la campagna di Giulio Cesare contro Farnace.
- Marco Giunio Bruto ottiene il perdono di Cesare e diviene governatore della Gallia (46 a.C.).
- Si pensa che in quest'anno siano state composte le Antiquitates divinae, perduta opera di Marco Terenzio Varrone.
- Cesare nomina Antipatro procuratore di Giudea, acconsentendo alla nomina di suo figlio Fasaele a procuratore di Gerusalemme ed Erode il Grande a procuratore di Galilea.
- Erode il Grande sposa la prima moglie Doride.

## Nati
- 23 giugno - Tolomeo XV, sovrano egizio († 30 a.C.)

## Morti
- 27 marzo - Tolomeo XIII, sovrano egizio
- Gaio Licinio Calvo, poeta e oratore latino (n. 82 a.C.)
- Eufranore, militare
- Farnace II del Ponto, sovrano
- Aulo Gabinio, generale, politico e senatore romano
- Ganimede, militare egizio